# 대열
대열(중국어: 大熱)은 장국영이 2000년 낸 음반이자 그 수록곡이다. 대한민국에서는 발매되지 않았다. 我와 大熱이 유명하며 이들 모두 그가 작곡하였다.

## 수록곡
1. 아 (我)
2. 대열 (大熱)
3. 후사돈지련 (侯斯頓之戀)
4. 신변유인 (身邊有人)
5. 기적 (奇蹟)
6. Don't Lie to Me
7. 오후홍차 (午後紅茶)
8. 몰유애 (沒有愛)
9. 원니결정 (願你決定)
10. 몰유연총유화 (沒有煙總有花)
11. 발소 (發燒)
12. 아 (我) (중국어판)